# Санда Йовчева
Санда Йовчева е българска писателка, журналистка, преводачка и общественичка.

## Биография
Родена е на 6 ноември 1882 г. в Нова Загора. Завършва гимназия в Стара Загора (1900 г.), след което записва славянска филология и литература в Софийски университет „Св. Климент Охридски". Продължава образованието си и го завършва в Загреб през 1907 г. След завръщането си в България Санда Йовчева работи като гимназиална учителка по български език. Била е директорка на девическа гимназия (Бургас). Участва в издаването и редакцията на вестниците „Утрина“ и „Миротворец“, основава и редактира в-к „Литературен живот“ през периода 1940 – 1943 г.
Санда Йовчева е една от първите жени-пацифистки в България. Тя е съоснователка и активен член на Българския женски съюз, председател е на женската секция при Славянското дружество, дейна участничка е в Клуба на българските писателки и др.

## Творчество
Санда Йовчева превежда от сърбохърватски език. Автор е на разкази, повести, романи, произведения за деца. През 1921 – 24 заедно с Дора Габе редактират Юбилеен сборник на Анна Карима (1924 г). Нейни произведения са поместени в двете манифестни книжки СНОП (1934/37), издадени от Клуб на българските писателки и „Вестник на жената“.
Нейни съчинения са:
- В мечти (1925 г.),
- Жетвен ден (1928 г.),
- Отхвърлените (1930 г.),
- Кръст за храброст (1931 г.),
- Родна стряха. Разкази за деца (1933 г),
- Бояна войвода (1934 г.),
- Княгиня Мара (1934 г.),
- Под облачно небе (1934 г.),
- Ние в дълбокия тил (1937 г.),
- Всред спомените. Повест (1939 г.),
- Без хляб, разкази (1941 г.)
- Малката цветопродавачка (1941 г.) и др.

Санда Йовчева умира на 20 март 1946 г. в София. В ръкопис остават два неиздадени романа: „Строители“; „Борис 1 Покръстител“. Архивът ѝ се съхранява в ЦДА – София под номер 699 К.
Санда Йовчева е учителка на Николай Хрелков в прогимназията в Бяла Слатина. По време на интернирането му помогнала да не бъде пратен в Гонда вода, а в Лъджене поради болестта му.
За нея той споделя:
| „ | Бих искал да има такъв уред, с който мога да ѝ кажа в гроба: - Скъпа другарко, ти ни напусна малко усамотена, но ти много обичаше България! Е, добре, тая България също много те обичаше. Твоето дело на предана дъщеря ни е скъпо. Спи спокойно! | “ |